# Яма (приток Кубы)
Яма — река в России, протекает по Палласовскому и Старополтавскому районам Волгоградской области. Устье реки находится в 9,4 км по левому берегу реки Куба на высоте 15 м над уровнем моря. Длина реки составляет 19 км. Площадь водосборного бассейна — 328 км².
На берегах реки расположены населённые пункты Ромашки и Пригарино.

## Данные водного реестра
По данным государственного водного реестра России относится к Нижневолжскому бассейновому округу, водохозяйственный участок реки — Еруслан от истока и до устья. Речной бассейн реки — Волга от верхнего Куйбышевского водохранилища до впадения в Каспий.
Код объекта в государственном водном реестре — 11010002012112100011243.